# Thunder de Niagara Falls
Le Thunder de Niagara Falls est une franchise de hockey sur glace du Canada qui évoluait dans la ligue junior de la Ligue de hockey de l'Ontario.
Créée en 1988 après le déménagement des Steelhawks de Hamilton.
En 1996, le Thunder de Niagara Falls est relocalisé à Érié pour devenir les Otters d'Érié.

## Identités de la franchise
- 1953-60 : Tiger Cubs de Hamilton
- 1960-74 : Red Wings de Hamilton
- 1974-76 : Fincups de Hamilton
- 1976-77 : Fincups de Saint-Catharines
- 1977-78 : Fincups de Hamilton
- 1978-84 : Alexanders de Brantford
- 1984-88 : Steelhawks de Hamilton
- 1988-96 : Thunder de Niagara Falls
- Depuis 1996 : Otters d'Érié

### Saison après saison
| Saison  | PJ | V  | D  | N | Pts | Classement           | Séries éliminatoires                                                           |
| ------- | -- | -- | -- | - | --- | -------------------- | ------------------------------------------------------------------------------ |
| 1988-89 | 66 | 41 | 23 | 2 | 84  | 2e division est      | 4-0 Spitfires de Windsor 4-3 Knights de London 4-2 Petes de Peterborough       |
| 1989-90 | 66 | 23 | 39 | 4 | 50  | 6e division est      | 4-2 Knights de London 4-2 Platers d'Owen Sound 4-1 Rangers de Kitchener        |
| 1990-91 | 66 | 39 | 18 | 9 | 87  | 2e division est      | 4-2 Rangers de Kitchener 4-0 Spitfires de Windsor 4-2 Greyhounds de S.S. Marie |
| 1991-92 | 66 | 39 | 23 | 4 | 82  | 2e division est      | 4-3 Compuware de Détroit 4-1 Knights de London 4-1 Greyhounds de S.S. Marie    |
| 1992-93 | 66 | 29 | 30 | 7 | 65  | 5e division est      | 4-0 Platers d'Owen Sound                                                       |
| 1993-94 | 66 | 21 | 41 | 4 | 46  | 8e division est      | Hors des séries                                                                |
| 1994-95 | 66 | 18 | 40 | 8 | 44  | 4e division centrale | 4-2 Platers d'Owen Sound                                                       |
| 1995-96 | 66 | 29 | 30 | 7 | 65  | 3e division centrale | 4-2 Platers d'Owen Sound 4-0 Storm de Guelph                                   |

### Joueurs dans la LNH
Plusieurs joueurs ayant évolué pour le Thunder graduèrent par la suite dans la Ligue nationale de hockey (LNH). Entre parenthèses se trouvent les années durant lesquelles les joueurs évoluèrent pour le Thunder.
N.B. : cette liste n'est peut-être pas complète.
| - Jason Bonsignore (1993 à 95) - Brandon Convery (1992 à 94) - Greg de Vries (1992 à 94) - Stan Drulia (1988-89) - Bryan Fogarty (1988-89) - Paul Laus (1988 à 90) - Mark Lawrence (1988 à 90) - Jamie Leach (1988-89) | - Manny Legace (1990 à 93) - Brad May (1988 à 91) - Shawn McCosh (1988 à 90) - Jay McKee (1994 à 96) - Ethan Moreau (1991 à 95) - Keith Osborne (1988-89) - Jeff Paul (1994 à 96) - Scott Pearson (1988-89) | - Keith Primeau (1988 à 90) - John Purves (1988-89) - Mike Rosati (1988-89) - Todd Simon (1989 à 92) - Steve Staios (1990 à 93) - Dennis Vial (1988-89) - Jason Ward (1995-96) |